# 艾斯林 (新澤西州)
艾斯林（英語：Iselin）是位於美國新澤西州米德爾塞克斯縣的普查規定居民點。

## 人口
根據2020年美國人口普查的數據，艾斯林的面積為8.17平方千米，皆為陸地。當地共有人口20088人，而人口密度為每平方千米2,458.75人。